# Guerre de Guyenne
- Royaume de France
- Possessions des Plantagenêt en France sous Henri II en 1180
- Guyenne : fief du roi d'Angleterre en France en 1294

Batailles
Siège de Saint-Sever (1295) 
Bataille de Bonnegarde (1297)
La guerre de Guyenne est un conflit militaire féodal ayant opposé en Guyenne, de 1294 à 1297, le royaume de France au royaume d'Angleterre pour la possession de ce duché, fief français du roi d'Angleterre. Malgré une victoire militaire française sur le terrain, la guerre s'est soldée par le traité de Paris, signé en 1303, qui rétablit la situation de statu quo. Il s'agit du principal affrontement franco-anglais avant la guerre de Cent Ans, dont elle constitue l'une des prémices.

## Contexte
Le duché de Guyenne (anciennement appelée Aquitaine) est, à la fin du XIIIe siècle, une possession personnelle des Plantagenêts, rois d'Angleterre depuis un siècle et demi. Édouard Ier l'a gouvernée en tant que prince héritier, avant de devenir roi d'Angleterre en 1272. C'est le dernier vestige de l'empire continental des Plantagenêts après le traité de Paris qui, en 1259, a mis fin à un siècle de conflit entre les deux royaumes (appelé par certains historiens la « première Guerre de Cent Ans »), mais le roi d'Angleterre y est vassal du roi de France. La suzeraineté du roi de France est mal acceptée par Édouard Ier, qui mène une politique expansionniste en dehors de l'Angleterre, au Pays de Galles puis en Écosse. D'autre part, la Guyenne représente une source de revenus importante pour le roi d'Angleterre, tandis que le roi de France Philippe IV le Bel continue d'affermir sa suzeraineté sur les fiefs féodaux. Il profite régulièrement des « appels gascons » qui permettent aux sujets de Guyenne de faire appel de la justice ducale auprès du suzerain français. C'est un de ces appels qui, en 1293, est à l'origine directe du conflit.
En 1293, une rixe entre marins, au large des côtes gasconnes, dégénère en guerre navale ouverte entre les deux marines. Des marins bretons, agressés au large de la Pointe Saint-Mathieu par des marins basques de Bayonne, font appel au roi de France. Les représailles engagées par des navires normands contre les Basques et la vengeance anglaise contre une flotte normande conduisent le roi de France à citer à comparaître son rival, le roi d'Angleterre, devant sa cour. Malgré la présence d'Edmond de Lancastre, frère d'Édouard Ier, venu en vain négocier à sa place, le Parlement de Paris constate le défaut du vassal et prononce, le 19 mai 1294, la commise de la Guyenne durant quarante jours et des autres possessions d'Édouard Ier dans le royaume de France (dont le comté de Ponthieu, dont il a hérité par son épouse). Une armée française est envoyée occuper la Guyenne au printemps, mais ne quitte pas le duché au-delà des quarante jours, ce qui déclenche la guerre,.

## Le déroulement du conflit (1294-1297)
Les Anglais sont retardés pendant plusieurs mois par une insurrection au Pays de Galles. L'offensive est conduite par une armée commandée par John de Saint John et Jean de Bretagne, comte de Richmond, fils cadet du duc Jean II de Bretagne et neveu du roi d'Angleterre, qui en fait son lieutenant général en Guyenne. Partie d'Angleterre le 9 octobre 1294, l'armée débarque en Guyenne et remonte avec succès la Garonne, en s'emparant de plusieurs villes : Castillon le 27 octobre, Bourg le 1er novembre, Blaye le 9 puis enfin Bayonne le 9 janvier 1295, après une dizaine de jours de siège. Cette armée échoue toutefois à reprendre Bordeaux, capitale du duché, et se retire à Rions, près de Cadillac.
Philippe IV envoie alors une armée aux ordres de son frère, Charles de Valois, afin de repousser les Anglais et reconquérir la province. Celui-ci est accompagné du connétable de France Raoul II de Clermont-Nesle, seigneur de Nesle, et de son frère, Guy Ier de Clermont-Nesle, maréchal de France. L'offensive anglaise est enrayée et l'armée française contre-attaque, reprenant Podensac, Rions puis Saint-Sever, en juin 1295, après 13 semaines de siège, mais celle-ci est aussitôt reperdue. Les succès militaires acquis permettent à Charles de Valois de laisser le commandement des troupes au comte de Foix Roger-Bernard III. Dans le même temps, le roi de France signe une alliance, connue sous le nom de Auld Alliance, avec le roi d'Écosse John Balliol, qui prend à revers le roi d'Angleterre.
Une armée de secours est organisée en Angleterre, mais elle est retardée pendant près d'un an par la première guerre d'indépendance écossaise, ce qui ne permet pas à Édouard Ier d'organiser une grande expédition comme il l'envisageait. Les Anglais, commandés par Edmond de Lancastre, débarquent en mars 1296 avec le duc de Bretagne. Edmond de Lancastre meurt le 5 juin et est remplacé par Henry de Lacy, comte de Lincoln. Mais les difficultés d'approvisionnement, de financement et de recrutement obligent les Anglais à recruter sur place des troupes gasconnes. Le roi de France envoie Robert II d'Artois pour repousser les Anglais. Après avoir échoué à s'emparer de Bordeaux puis de Dax, malgré 7 semaines de siège, l'armée anglaise est attaquée par surprise alors qu'elle ravitaille la forteresse de Bonnegarde, et vaincue par les Français le 2 février 1297. C'est le dernier combat de la guerre. Le comte de Lincoln s'enfuit tandis que Robert d'Artois est envoyé en Flandre.

## Négociations et traité de paix (1297-1303)
Face aux échecs militaires et aux contestations internes en Angleterre au sujet d'une guerre coûteuse et pour laquelle les barons anglais ont peu de motivation à se battre, le roi d'Angleterre, aux prises avec l'insurrection menée par William Wallace en Écosse, décide de mettre un terme à ce conflit afin de ne pas tout perdre en Guyenne et de retirer son soutien au comte de Flandre dans le cadre du début de la Guerre de Flandre que celui-ci mène contre le roi de France. Une trêve est signée le 9 octobre 1297 à Vyve-Sainte-Bavon. Elle est renouvelée à plusieurs reprises pendant les négociations, qui traînent pendant 6 ans, jusqu'en 1303. Cette trêve met également fin à l'implication anglaise dans la Guerre de Flandre la même année, laissant le comte de Flandre seul face au roi de France. Une médiation est proposée par le pape Boniface VIII, qui prévoit une remise de la Guyenne à un arbitre neutre (lui-même) et deux mariages : l'un entre Édouard Ier et Marguerite de France, sœur de Philippe IV ; l'autre entre le prince hériter, Édouard d'Angleterre, et Isabelle, fille du roi de France. Le premier mariage est contracté dès 1299, tandis que le second sera célébré seulement en 1308 (du fait du jeune âge des fiancés) et sera en partie une des raisons de l'éclatement de la Guerre de Cent Ans en 1337, provoquée par le fils né de cette union, Édouard III, qui revendiquera la couronne de France de son grand-père, en tant que seul descendant mâle de celui-ci.
Après la défaite de Courtrai en Flandre (1302), Philippe le Bel se hâte de conclure la paix, qui est signée en 1303 lors du traité de Paris. Celui-ci prévoit la remise de la Guyenne au roi d'Angleterre et la fin de l'alliance entre la France et l'Écosse signée 8 ans plus tôt. Malgré la victoire militaire française sur le terrain, c'est donc un retour au statu quo politique en Guyenne et un demi-succès pour le roi de France.

## Portée et conséquences
La guerre n'a pas résolu la querelle féodale entre les deux royaumes et n'a rien clarifié au sujet de la Guyenne. Ces problèmes récurrents, ajoutés à la succession à la couronne de France après l'extinction des Capétiens directs, lorsque Édouard III devient roi d'Angleterre, sont les principales causes de la Guerre de Cent Ans, dont une partie du conflit se déroulera en Guyenne, ravivant les conflits précédents et les rivalités locales. D'autre part, la guerre de Guyenne a mis en lumière le problème de ravitaillement, de financement, d'approvisionnement et de recrutement des armées, que l'on retrouvera de manière récurrente au cours de la Guerre de Cent Ans. Enfin, la guerre a montré l'importance nouvelle des sièges, autre élément commun avec celle-ci.